# Sloboština (Brestovac)
Sloboština je naselje u Republici Hrvatskoj u Požeško-slavonskoj županiji, u sastavu općine Brestovac.

## Zemljopis
Sloboština je smještena oko 10 km sjeverno od Brestovca,  susjedna naselja su Milivojevci i Crljenci na sjeveru, Perenci na istoku i Pasikovci na zapadu.

## Stanovništvo
Prema popisu stanovništva iz 2011. godine Sloboština je imala 18 stanovnika.
| broj stanovnika | 187   | 212   | 190   | 231   | 284   | 328   | 292   | 290   | 213   | 228   | 206   | 155   | 100   | 83    | 14    | 18    | 12    |
|                 | 1857. | 1869. | 1880. | 1890. | 1900. | 1910. | 1921. | 1931. | 1948. | 1953. | 1961. | 1971. | 1981. | 1991. | 2001. | 2011. | 2021. |